# 헤븐리 소드
헤븐리 소드(Heavenly Sword)는 닌자 시오리에서 개발하고 소니 컴퓨터 엔터테인먼트가 플레이스테이션 3용으로 배급한 2007년 액션 어드벤처 핵 앤드 슬래시 비디오 게임이다.
이 게임은 핵 앤드 슬래시 게임플레이에 상당한 무게를 두고 있는 액션 어드벤처 타이틀이다. 탐험과 특정 전투의 경우 이 게임은 퀵 타임 이벤트(QTE)를 활용한다. 이 이벤트 중에 특정 버튼이나 특정 행동을 위한 기호(예: 아날로그 스틱을 오른쪽이나 왼쪽으로 움직일 것)가 화면상에 나타나며 플레이어는 보이는 바대로 일치되는 행동을 해야 씬을 성공적으로 완수할 수 있다.
이 게임은 영화로도 제작되었다.

## 평가
| 통합 점수      | 통합 점수 |
| 통합사         | 점수      |
| -------------- | --------- |
| 메타크리틱     | 79/100    |
| 평론 점수      |           |
| 평론사         | 점수      |
| 에지           | 6/10      |
| EGM            | 8.33/10   |
| 유로게이머     | 7/10      |
| 패미츠         | 30/40     |
| 게임 인포머    | 8.75/10   |
| 게임 레볼루션  | B+        |
| 게임프로       | [ 9 ]     |
| 게임스팟       | 8/10      |
| 게임스파이     | [ 11 ]    |
| 게임트레일러스 | 7.9/10    |
| 게임존         | 8.8/10    |
| IGN            | 7/10      |
| PSM            | 8/10      |
| The A.V. Club  | C+        |
| USA Today      | [ 18 ]    |

| 수상     | 수상            |
| 평론사   | 수상            |
| -------- | --------------- |
| GamePro  | Editor's Choice |
| OPM (AU) | Silver Award    |